# Sergiu Buș
Sergiu Florin Buș (Cluj-Napoca, 2 novembre 1992) è un calciatore rumeno, attaccante dell'Hermannstadt.

## Biografia
Ha un fratello maggiore, Laurențiu, anch'esso calciatore.

## Caratteristiche tecniche
È un attaccante abile ad inserirsi negli spazi.

## Carriera

### Club
Muove i suoi primi passi nelle giovanili del CFR Cluj. Il 2 febbraio 2015 viene acquistato dallo Sheffield Weds, firmando un accordo valido fino al 2018. Esordisce con gli inglesi il 7 febbraio contro il Cardiff City, subentrando al 63' al posto di Mattock e conquistando un calcio di rigore, realizzato da William Keane. Il 2 febbraio 2016 passa in prestito alla Salernitana. Esordisce in Serie B il 6 febbraio contro il Pescara (2-2 il finale), subentrando al 90' al posto di Alfredo Donnarumma. Terza scelta in attacco alle spalle di Coda e Donnarumma, termina l'annata con 11 presenze e una rete, segnata contro la Virtus Entella. Il 2 giugno 2017 si accorda per tre stagioni con il Levski Sofia. Dopo aver trascorso sei mesi al FCSB, il 21 gennaio 2021 passa al Seongnam in cambio di 450.000 euro, nel campionato coreano. Il 13 dicembre 2021 viene annunciato il suo ritorno al CFR Cluj. Il 24 gennaio 2023 passa in prestito al Chindia Târgoviște.

### Nazionale
Ha giocato nelle nazionali giovanili rumene Under-17, Under-19 ed Under-21.

## Statistiche

### Presenze e reti nei club
Statistiche aggiornate al 1º marzo 2024.
| Stagione                   | Squadra                    | Campionato                 | Campionato | Campionato | Coppe nazionali | Coppe nazionali | Coppe nazionali | Coppe continentali | Coppe continentali | Coppe continentali | Altre coppe | Altre coppe | Altre coppe | Totale | Totale |
| Stagione                   | Squadra                    | Comp                       | Pres       | Reti       | Comp            | Pres            | Reti            | Comp               | Pres               | Reti               | Comp        | Pres        | Reti        | Pres   | Reti   |
| -------------------------- | -------------------------- | -------------------------- | ---------- | ---------- | --------------- | --------------- | --------------- | ------------------ | ------------------ | ------------------ | ----------- | ----------- | ----------- | ------ | ------ |
| 2009-2010                  | CFR Cluj                   | L1                         | 1          | 0          | CR              | 0               | 0               | UEL                | 4                  | 0                  | SR          | 0           | 0           | 5      | 0      |
| 2010-gen. 2011             | Unirea Alba Iulia          | L2                         | 12         | 2          | CR              | 0               | 0               | -                  | -                  | -                  | -           | -           | -           | 12     | 2      |
| gen.-giu. 2011             | CFR Cluj                   | L1                         | 12         | 1          | CR              | -               | -               | UCL                | -                  | -                  | SR          | -           | -           | 12     | 1      |
| 2011-2012                  | Târgu Mureș                | L1                         | 22         | 6          | CR              | 1               | 0               | -                  | -                  | -                  | -           | -           | -           | 23     | 6      |
| ago. 2012                  | Gaz Metan Mediaș           | L1                         | 3          | 0          | CR              | 0               | 0               | -                  | -                  | -                  | -           | -           | -           | 3      | 0      |
| ago. 2012-2013             | CFR Cluj                   | L1                         | 6          | 2          | CR              | 0               | 0               | UCL+UEL            | 0                  | 0                  | -           | -           | -           | 6      | 2      |
| 2013-2014                  | Corona Brașov              | L1                         | 28         | 9          | CR              | 0               | 0               | -                  | -                  | -                  | -           | -           | -           | 28     | 9      |
| 2014-feb. 2015             | CSKA Sofia                 | A-PFG                      | 19         | 10         | CB              | 1               | 0               | UEL                | 1                  | 0                  | -           | -           | -           | 21     | 10     |
| feb.-giu. 2015             | Sheffield Weds             | FLC                        | 7          | 1          | FACup+CdL       | -               | -               | -                  | -                  | -                  | -           | -           | -           | 7      | 1      |
| 2015-feb. 2016             | Sheffield Weds             | FLC                        | 2          | 0          | FACup+CdL       | 0+1             | 0               | -                  | -                  | -                  | -           | -           | -           | 3      | 0      |
| feb.-giu. 2016             | Salernitana                | B                          | 11         | 1          | CI              | -               | -               | -                  | -                  | -                  | -           | -           | -           | 11     | 1      |
| 2016-gen. 2017             | Sheffield Weds             | FLC                        | 0          | 0          | FACup+CdL       | 0               | 0               | -                  | -                  | -                  | -           | -           | -           | 0      | 0      |
| Totale Sheffield Wednesday | Totale Sheffield Wednesday | Totale Sheffield Wednesday | 9          | 1          |                 | 1               | 0               |                    | -                  | -                  |             | -           | -           | 10     | 1      |
| gen.-giu. 2017             | Astra Giurgiu              | L1                         | 2+7        | 1+1        | CR+CdL          | 3+0             | 1               | UEL                | 2                  | 0                  | -           | -           | -           | 14     | 3      |
| 2017-2018                  | Levski Sofia               | A-PFG                      | 24+5       | 6+2        | CB              | 5               | 3               | UEL                | 4                  | 1                  | -           | -           | -           | 38     | 12     |
| 2018-2019                  | Levski Sofia               | A-PFG                      | 16+2       | 2          | CB              | 1               | 1               | UEL                | 2                  | 1                  | -           | -           | -           | 21     | 4      |
| Totale Levski Sofia        | Totale Levski Sofia        | Totale Levski Sofia        | 47         | 10         |                 | 6               | 4               |                    | 6                  | 2                  |             | -           | -           | 59     | 16     |
| 2019-2020                  | Gaz Metan Mediaș           | L1                         | 24+6       | 9+1        | CR              | 1               | 1               | -                  | -                  | -                  | -           | -           | -           | 31     | 11     |
| Totale Gaz Metan Mediaș    | Totale Gaz Metan Mediaș    | Totale Gaz Metan Mediaș    | 33         | 10         |                 | 1               | 1               |                    | -                  | -                  |             | -           | -           | 34     | 11     |
| 2020-gen. 2021             | FCSB                       | L1                         | 10         | 2          | CR              | 0               | 0               | UEL                | 1                  | 0                  | -           | -           | -           | 11     | 2      |
| 2021                       | Seongnam                   | K1                         | 17+1       | 1          | CC              | 1               | 0               | -                  | -                  | -                  | -           | -           | -           | 19     | 1      |
| gen.-giu. 2022             | CFR Cluj                   | L1                         | 4          | 0          | CR              | -               | -               | -                  | -                  | -                  | SR          | -           | -           | 4      | 0      |
| 2022-gen. 2023             | CFR Cluj                   | L1                         | 4          | 0          | CR              | 2               | 0               | UCL+UECL           | 0+3                | 0                  | SR          | 0           | 0           | 9      | 0      |
| Totale CFR Cluj            | Totale CFR Cluj            | Totale CFR Cluj            | 27         | 3          |                 | 2               | 0               |                    | 7                  | 0                  |             | 0           | 0           | 36     | 3      |
| gen.-giu. 2023             | Chindia Târgoviște         | L1                         | 7+9        | 0          | CR              | 0               | 0               | -                  | -                  | -                  | -           | -           | -           | 16     | 0      |
| 2023-2024                  | FC Politehnica Iași        | L1                         | 21         | 2          | CR              | 1               | 0               | -                  | -                  | -                  | -           | -           | -           | 22     | 2      |
| Totale carriera            | Totale carriera            | Totale carriera            | 282        | 59         |                 | 17              | 6               |                    | 17                 | 2                  |             | 0           | 0           | 316    | 67     |

## Palmarès

### Club

#### Competizioni nazionali
- Campionato rumeno: 2

CFR Cluj: 2009-2010, 2021-2022
- Coppa di Romania: 1

CFR Cluj: 2009-2010
- Supercoppa di Romania: 1

CFR Cluj: 2010